# Уртона

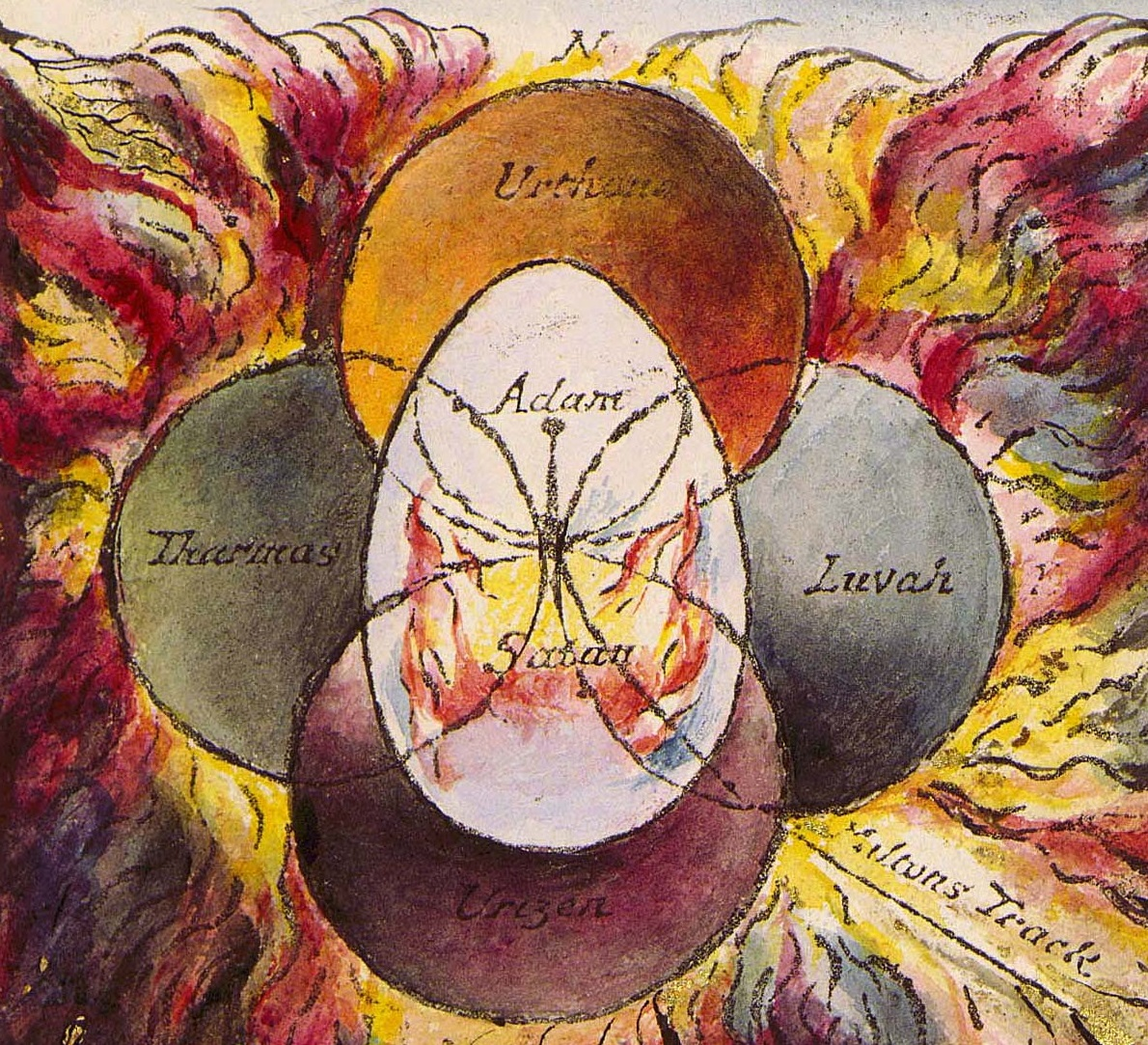
Уильям Блейк: Диаграмма, показывающая соотношение четырёх Зоа. Илл. к поэме «Мильтон», копия C, лист 34

Урто́на (Urthona) — персонаж целого ряда пророческих поэм Уильяма Блейка, представляющий в его сложной мифологии некое божество, ассоциирующееся со Святым Духом и символизирующее человеческий инстинкт и интуицию. Это кузнец Вечности, обитающий в пещерах Эдема, обладающий творческим даром. Он воплощает один из четырёх фундаментальных и божественных аспектов человека, называемых «Зоа» (Zoas) и представляет собой четвёртый из четырёх Зоа — «Зоа Севера». Его положение — надир; его элемент — земля; его металл — железо, его чувство — слух, его искусство — поэзия. В падшей (земной) форме он Лос — вечный пророк.
Его имя, вероятно, связано с историей пророка Даниила (Дан. 3:25), в которой царь Навуходоносор бросил трёх иудеев в огонь, но огонь их не тронул, поскольку в огне оказался «четвёртый» — Ангел Господень, оградивший их от неминуемой смерти. Имя Уртона (Urthona), вероятно, — переиначенное «четвёртый» (fourth one). Другая трактовка его имени — «earth owner» (обладатель земли).
Имя Уртоны впервые появляется у Блейка в отрывке «Песнь Свободы» (1792-93), ставшем эпилогом «Бракосочетания Небес и Рая». Уртона упоминается также в поэме «Америка». Образ Уртоны получает дальнейшее развитие в трёх последних поэмах Блейка: «Вала или Четыре Зоа», «Мильтон» и «Иерусалим, Эманация Гиганта Альбиона».